# Der Hauptmann von Köpenick (1931)
Der Hauptmann von Köpenick é um filme de comédia produzido na Alemanha e lançado em 1931.